# ديوالان
ديوالان هي قرية في مقاطعة سردشت، إيران. يقدر عدد سكانها بـ 415 نسمة بحسب إحصاء 2016.